# Nguyễn Minh Triết
Nguyễn Minh Triết (ur. 8 października 1942 w prowincji Bình Dương) – polityk wietnamski, prezydent kraju w latach 2006-2011.
W czasie wojny wietnamskiej pracował w instytucjach propagandowych. Z wykształcenia matematyk, w 1997 został powołany do Biura Politycznego Komunistycznej Partii Wietnamu, a od 2000 kierował organizacją partyjną w Ho Chi Minh. Należy do Komunistycznej Partii Wietnamu od 1965. Przez kilka kadencji zasiadał w Zgromadzeniu Narodowym.
W czerwcu 2006 został wybrany przez Zgromadzenie Narodowe na stanowisko prezydenta. Zastąpił Trần Đức Lươnga. Urząd pełnił do 25 lipca 2011.